# Pietro Favret
Pour les articles homonymes, voir Favret.
Pietro Favret, né le 11 octobre 1871 à Sequals dans le Frioul (Italie) et mort le 1er novembre 1936 à Nevers, est un mosaïste italien actif à Nevers.

## Biographie
Originaire de Sequals dans le Frioul, Pietro Favret est issu d'une famille de mosaïstes et de spécialistes du terrazzo. Il s'installe à Nevers à la fin du XIXe siècle, comme de nombreux artistes italiens avant lui. Il y décore de nombreux édifices publics et privés, et travaille dans de nombreuses régions de France, y compris avec celui qui était devenu entretemps son gendre, Isidore Odorico fils. Son atelier était situé à Nevers au no 6 rue du Lycée (aujourd'hui rue des Francs-Bourgeois). Il fonctionna sous sa direction jusqu'à sa mort en 1936. L'atelier fut repris par un ancien ouvrier et continua jusque dans les années 1950.

## Principales réalisations
- Les mosaïques du sol l'église Saint-Pierre de Nevers en émaux de Briare (1924[4]).
- La salle des fêtes de Montargis (1925).
- Les pavements de la station thermale de Saint-Honoré-les-Bains en émaux de Briare[5] (début du XXe siècle).
- Carreaux de xylolith dans les toilettes de l'hôtel du Parc de Saint-Honoré-les-Bains[6].
- La rotonde du Palais de Justice de Nevers.
- Les magasins Au pacha et Le Négus à Nevers.
- La mairie de Nevers[7].

## Distinction
Une rue de Nevers porte son nom.

## Galerie

Œuvres de Pietro Favret
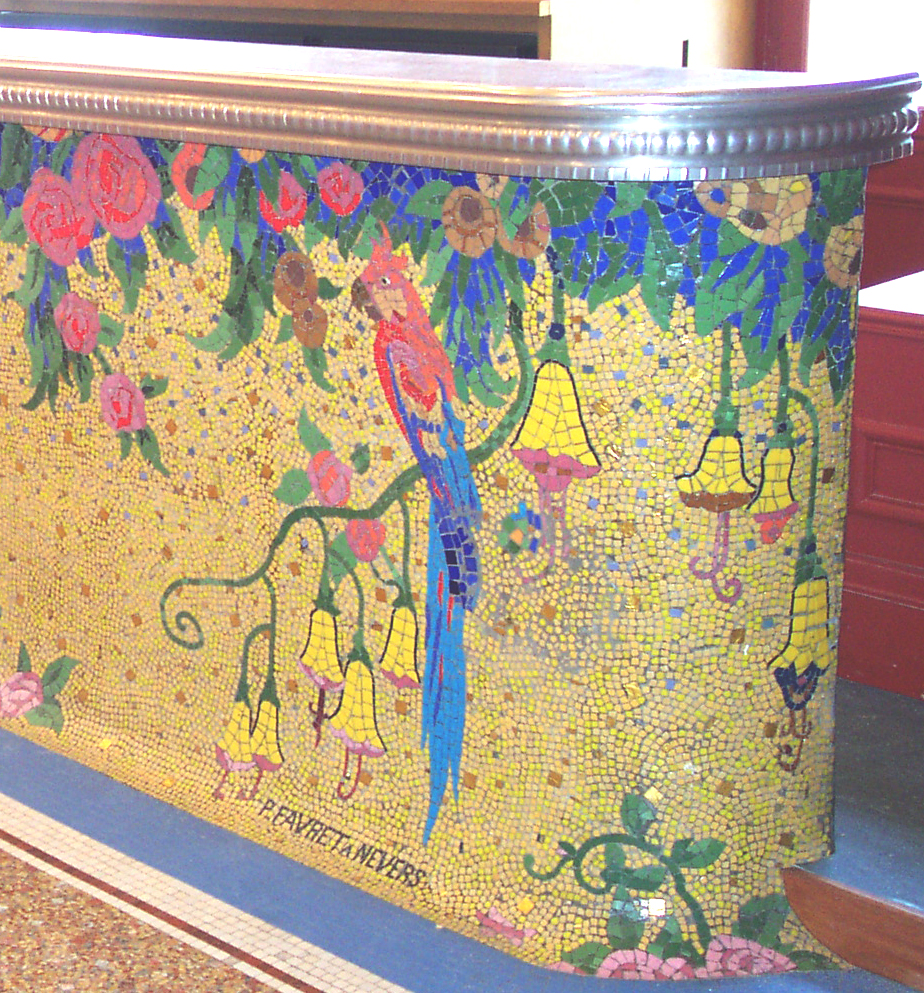
Bar de la salle de fêtes de Montargis en émaux de Briare (1925).
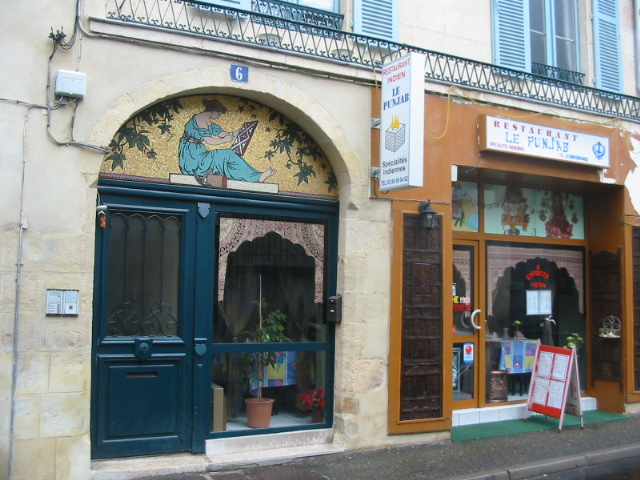
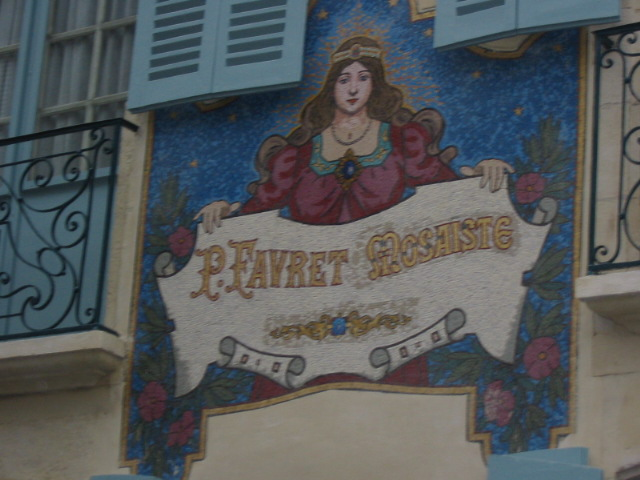
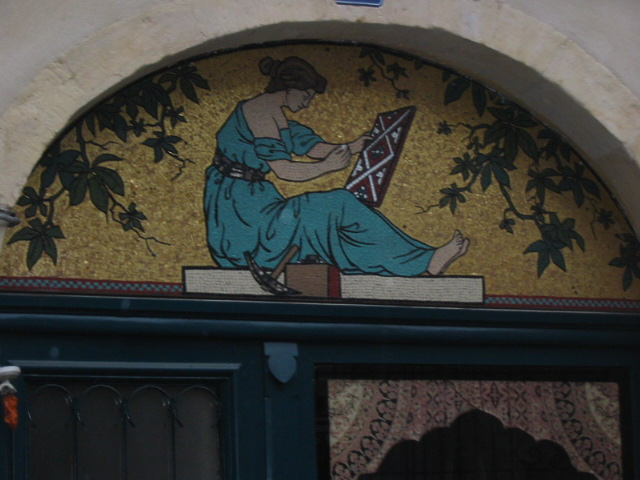
Enseigne de l'ancien atelier du mosaïste Pietro Favret à Nevers.
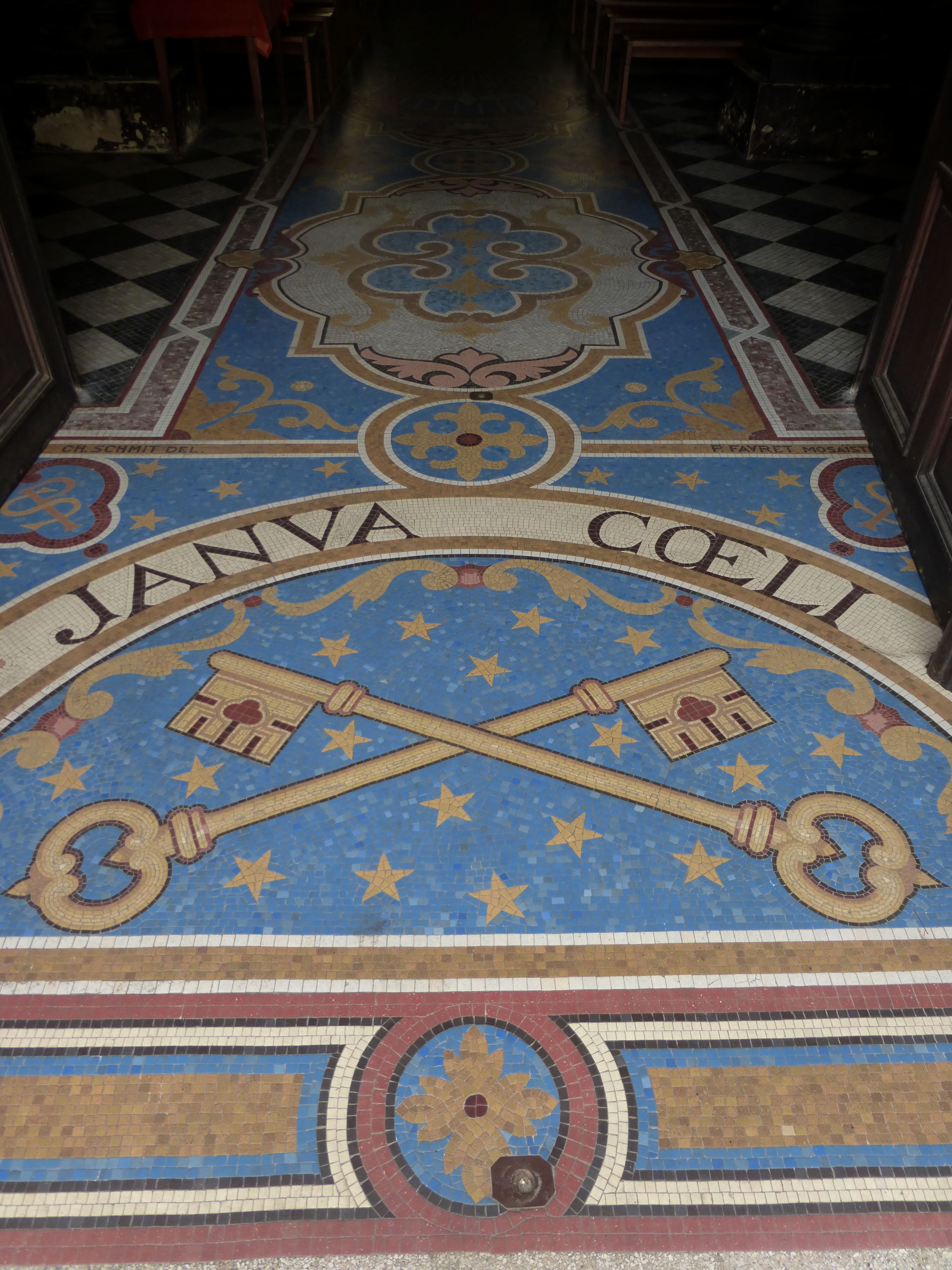
Entrée de l'église Saint-Pierre à Nevers. Mosaïques en émaux de Briare.